# Cateau-cambrésis-i béke
A cateau-cambrésis-i békeszerződések, röviden cateau-cambrésis-i béke (franciául: Traités du Cateau-Cambrésis, spanyolul: Paz de Cateau-Cambrésis), amelyeket a 1559. március 12-én, április 2-án és 3-án írtak alá egyfelől a Francia Királyság, másfelől Anglia és a Spanyol Királyság uralkodói, II. Henrik francia király, I. Erzsébet angol királynő és II. Fülöp spanyol király, lezárták az 1551–1559 között dúló Habsburg–Valois háborút, vele az itáliai háborúk hosszú sorozatát.
A cateau-cambrésis-i békeszerződések a 16. század egyik legjelentősebb európai nemzetközi megállapodása. Csaknem egy évszázadra meghatározta Franciaország és Spanyolország viszonyának alapjait. A spanyol katonai fölény gyökeresen új geopolitikai helyzetet teremtett, a szerződés ezeket megváltozott hatalmi viszonyokat rögzítette. A spanyol Habsburgok és a francia Valois-ház harcában a spanyol nagyhatalom kerekedett felül. Franciaország elveszítette itáliai hódításainak és érdekterületeinek legnagyobb részét, fel kellett hagynia az itáliai beavatkozás politikájával. Itália a spanyol nagyhatalom kizárólagos érdekterületévé vált. Elkövetkezett Spanyolország „arany évszázada” (Siglo de Oro).

## Előzmények
Az 1551–1559-es itáliai háború, más néven Habsburg–Valois háború 7. évében, 1557. augusztus 10-én a Pikárdiában saint-quentini csatában a francia csapatok katasztrofális vereséget szenvedtek a Savoyai Emánuel Filibert herceg által vezetett spanyol haderőtől. A vereség miatt visszahívták François de Guise herceg itáliai francia hadseregét. A sietve érkező Guise 1558. január 8-án gyors rajtaütéssel elfoglalta az 1347 óta angol kézben lévő Calais-t, bevette Arlon-t és Thionville-t. Az angolokat kiűzték Franciaország földjéről, a Habsburg császári haderőt a Mosel folyón túlra vetették vissza. Néhány hónappal később, 1558. július 13-án azonban Egmont gróf spanyol hadserege – az angol flotta támogatásával – újabb vereséget mért a franciákra a gravelines-i csatában, Calais közelében. Franciaország vert helyzetbe került. Ugyanakkor a spanyol–angol szövetség sem volt abban a helyzetben, hogy folytassa a kimerítő háborút. Patthelyzet állt be.
1558. november 17-én Angliában elhunyt Tudor Mária királynő, II. Fülöp spanyol király felesége. Húgát, Erzsébet hercegnőt csak halála előtt néhány nappal jelölte örökösévé. Erzsébet jelöltségét ekkor még maga II. Fülöp is támogatta, a franciabarát Stuart Máriával szemben. Erzsébetet 1559. január 15-én koronáztak Anglia királynőjévé. Erzsébet helyreállította az anglikán egyházat, amelyet még apja, VIII. Henrik alapított, de nővére, a katolikus Tudor Mária királynő gyakorlatilag megsemmisített. Ezzel nyíltan sógorának, a spanyol királynak tudomására hozta, hogy Angliára sem vallási, sem politikai szövetségesként többé nem számíthat. Bizonytalan helyzetében Erzsébet igyekezett stabilizálni külkapcsolatait, és hajlott a kiegyezésre ősellenségével, Franciaországgal.
Mind Franciaországban, mind Spanyolországban felerősödtek a vallási ellentétek. A durva korlátozások és atrocitások ellenére futótűzként terjedt a reformáció. II. Henrik király hajlott a békekötésre, hogy felszabaduló katonai erejét a hugenották ellen fordíthassa. A protestáns „eretnekség” gyorsan terjedt  Flandriában, sőt a spanyol anyaországban is. II. Fülöp spanyol király saját székhelyén, Valladolidban az Inkvizíció segítségével készült halálos csapást mérni a leendő főváros református közösségére, ahogy korábban Sevillában megtette. Erősíteni akarta a katolikus térítést újvilági gyarmatain is, ezért a katolikus Franciaországot stratégiai szövetségesének akarta megnyerni a reformáció elleni közös harchoz.
Mind Spanyolország, mind Franciaország kimerült a háborúkban. Mindkét állam a teljes pénzügyi összeomlás szélére jutott. A kormányokat kölcsönökkel finanszírozó antwerpeni bankárok 1557–1559 között csődbe jutottak, egy addig példa nélküli gazdasági válság következtében. Ezek a körülmények megérlelték a hadviselő felek hajlandóságát a béketárgyalásokra.

## A békeszerződések
II. Henrik király két szerződést kötött: az elsőt I. Erzsébet angol királynő Angliájával, a másodikat II. Fülöp spanyol király Spanyolországával. A békekötést megelőző megbeszélések a cisztercita Cercamp apátságban folytak le, Frévent városában, Arras közelében. A tárgyalások színhelyét később áttették a spanyol-németalföldi Cateau-Cambrésis erődített városába, a szerződés írták alá, amely Cambrai városától 20 km-re keletre fekszik.

### A francia–angol szerződés: 1559. március 12. – április 2.
Az első cateau-cambrésis-i szerződést két lépcsőben írták alá. 1559. március 12-én II. Henrik francia király aláírta a kész szerződést, amelyet 3 héttel később, április 2-án Erzsébet angol királynő teljhatalmú megbízottai is aláírtak.
A fiatal Erzsébet királynő ebben a helyzetben még kritikus helyzetben volt. Létfontosságú volt hatalmának biztosítása, nem állt módjában Calais-ra vonatkozó igényét érvényesíteni, ezért a szerződésben beleegyezett, hogy Franciaország – bár jelentős összegű, 500 000 écu váltságdíj lefizetése fejében – megtarthassa a fontos kikötővárost.

### A francia–spanyol szerződés: 1559. április 3.
A második cateau-cambrésis-i szerződést a Cercamp apátságban tárgyalták. A szerződést 1559. április 3-án írták alá II. Henrik francia király és II. Fülöp spanyol király teljhatalmú megbízottai. A szerződés véget vetett az itáliai háborúknak. Hosszú időre lezárult a francia királyi haderő 65 év óta tartó itáliai vállalkozása, amely 1494-ben kezdődött, amikor VIII. Károly király bevonult Firenzébe.
A szerződés értelmében Franciaország elveszítette szinte valamennyi észak-itáliai és savoyai hódítását. Franciaország kötelezte magát, hogy az elfoglalt Savoyai Hercegséget, Piemontot, a dél-burgundiai Charolais grófságot, sőt a 30 év óta megszállva tartott, Rhône-menti Bugey és Bresse tartományokat is visszaadja Savoyai Emánuel Filibertnek (1528-1580), Savoya és Piemont uralkodó hercegének, Spanyolország szövetségesének. Korzikát a Genovai Köztársaságnak adta át. A Piemonttal szomszédos Montferrati Őrgrófságot (Marchesato del Monferrato) Guglielmo Gonzaga (1538–1587), Mantova hercege szerezte neg. Franciaországnak le kellett mondania a Milánói Hercegségről (Le Milanais) és a Franche-Comté grófságról is Spanyolország javára.
Franciaországnak ki kellett ürítenie Piemontot, csupán 5 fontos erősséget tarthatott meg 3 évi időtartamra ebben a tartományban: Torinót (franciául: Turin), Pinerolót (franciául: Pignerol), Saviglianót (franciául: Savillan), Chivassót (franciául: Chivas), Chierit (franciául: Quiers) és a Saluzzói grófságot (franciául: Marquisat de Saluce).
Franciaország elvesztette flandriai hódításait is, csak néhány pikárdiai várost (Saint-Quentin, Ham, Le Catelet) tarthatott meg. Ugyanakkor előnyhöz jutott azzal, hogy a Habsburgok osztrák ága, I. Ferdinánd német-római császár, magyar és cseh király, az elhunyt V. Károly öccse,  II. Fülöp spanyol király tulajdon nagybátyja nem képviseltette magát a cateau-cambrésis-i tárgyalásokon, így a szerződésbe nem került bele a Franciaország által már 1552-ben a Német-római Birodalomtól elfoglalt „Három Püspökség”: Metz, Toul és Verdun ügye. Ezt a három birodalmi várost, amelyek de facto már 7 éve francia megszállás alatt álltak, a békekötés után is Franciaország birtokában maradtak.
A békeszerződésben Spanyolország két dinasztikus házassági megállapodást is kikényszerített:
- II. Henrik francia király feleségül adta a leányát, Valois Erzsébet hercegnőt (1545–1568) a frissen megözvegyült II. Fülöp spanyol királyhoz.
- II. Henrik király feleségül adta a húgát, Valois Margit hercegnőt (1523–1574) Emánuel Filibert savoyai herceghez, Spanyolország szövetségeséhez, a német-római császár hűbéreséhez. Margit hercegnő hozományként vitte a házasságba Piemont és Savoya Hercegségeit, amelyeket Franciaország 25 évvel korábban elfoglalt.

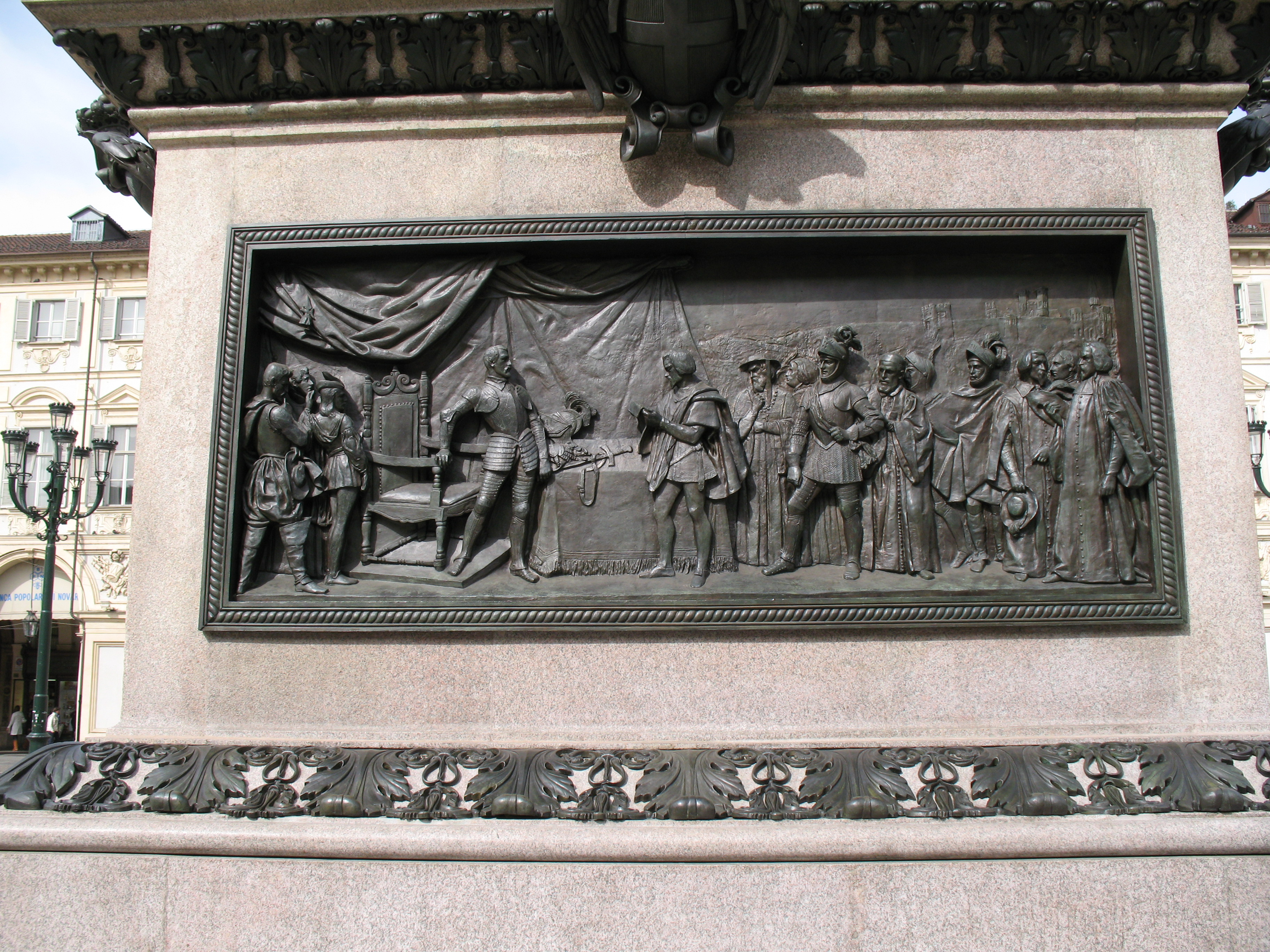
A cateau-cambrésis-i békekötés (dombormű Emánuel Filibert savoyai herceg lovasszobrának alapzatán, Torinóban.

## Következmények
Spanyolország a következő másfél évszázadban, egészen a 18. század elejéig megőrizte szilárd dominanciáját az Appennini-félsziget fejedelemségei fölött, ez alól csak a Genovai Köztársaság, a Velence, és a Savoyai-ház államai, Savoya és Piemont jelentett kivételt. Spanyolország a Pápai államot is szoros szövetségébe kényszerítette (Alba hercege már 1557-ben, két évvel a cateau-cambrésis-i megegyezés előtt a cave-palestrinai békeszerződésben teljes kapitulációra szorította IV. Pál pápát, Franciaország szövetségesét.)
Spanyolországban és a Spanyol-Németalföldön felerősödött az eretneküldözés, megszaporodtak az autodafék. Az újvilági spanyol gyarmatokon intenzívebbé vált a keresztény térítő munka. A reformáció elleni küzdelemben Spanyolország szövetségesnek akarta tudni katolikus szomszédját, Franciaországot. A szerződésben ezért nem szabott olyan kemény feltételeket, mint amilyeneket egyébként a számára kedvező katonai helyzet megengedett volna.
A cateau-cambrésis-i békeszerződés és a rákövetkező bigott katolikus spanyol befolyás Itáliát hosszú időre gazdasági és szellemi pangásba taszította. Az itáliai reneszánsz fejlődése elakadt.
A szerződés biztosítékául két dinasztikus házasságot kötöttek meg. II. Henrik francia király legidősebb leánya, Erzsébet francia királyi hercegnő feleségül ment II. Fülöp spanyol királyhoz, aki Tudor Mária királyné halálával másodszor özvegyült meg. A hercegnőt eredetileg Don Carlos infánssal, az asztúriai herceggel (1545–1568), Spanyolország trónörökösével jegyezték el, de politikai érdekből jegyesének apjához adták feleségül. A házasságkötést 1559. június 21-én tartották Párizsban, a vőlegényt Alba hercege képviselte.

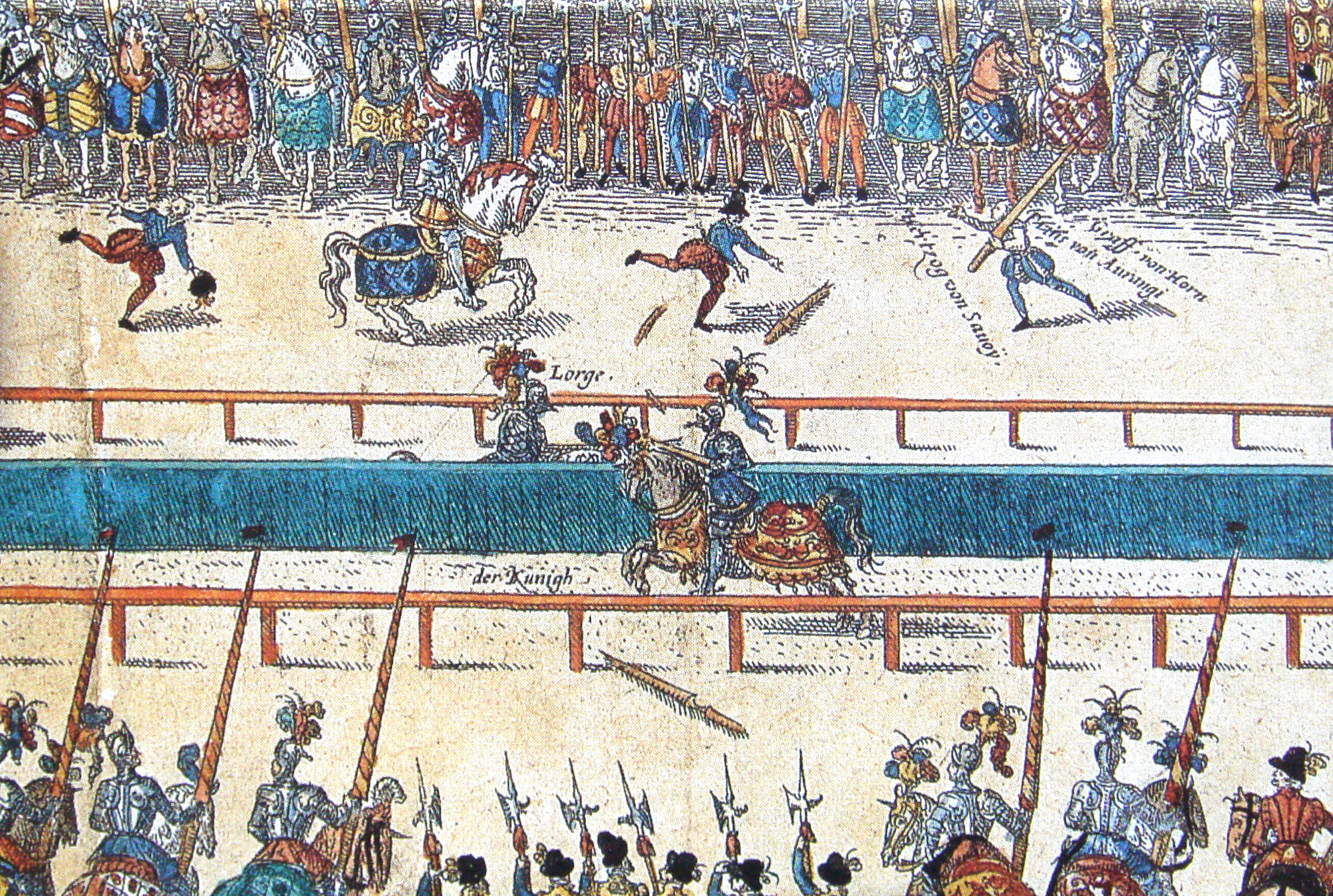
A végzetes lovagi torna, 1559. június 30.

Az eseményt tragédia árnyékolta be: egy héttel később, június 30-án Párizsban II. Henrik király egy lovagi tornán – amelyet éppen a békekötés megünneplésére szervezett – súlyos, utóbb halálosnak bizonyuló sérülést szenvedett. A haláltusáját vívó, de mindvégig tudatánál lévő király sürgette, hogy azonnal tartsák meg a másik esküvőt is, saját húgának, Margitnak, Berry hercegnőjének egybekelését Emánuel Filiberttel, Savoya címzetes hercegével. II. Henrik attól tartott, hogy ha ő meghal, a savoyai herceg visszautasíthatja a házasságot. A második esküvőt 1559. július 10-én tartották. Henrik király aznap meghalt. Felesége, Medici Katalin királyné, gyermekeivel egyedül maradva, megkezdte elszánt – és sokáig sikeres – harcát a Valois-ház hatalmának fenntartásáért. Franciaországban fellángoltak a vallásháborúk, erősödött a hugenották üldözése.

## Távolabbi következmények
Valois Erzsébettel való házassága révén II. Fülöp spanyol király – abban az ekkor még valószínűtlennek tűnő esetben, ha II. Henrik fiai utód nélkül halnának meg – jogot formálhatott a francia trónra. Három évtizeddel később pontosan ez következett be, és háború robbant ki az idős II. Fülöp és a másik trónigénylő, Navarrai Henrik, (Erzsébet húgának, Valois Margitnak férje) között. Spanyolország vereséget szenvedett, 1598-ban a vervins-i békeszerződésben újratárgyalták és részben helyreállították a 40 évvel korábbi cateau-cambrésis-i szerződésben leírt rendezést, de Fülöpnek le kellett mondania francia trónigényéről. Ez – negyven éven át tartó vallásháború és külháború ellenére – Franciaország lassú erősödését mutatta. A cateau-cambrésis-i béke teljes revíziójára 100 év múlva került sor, az 1635–1659-es francia–spanyol háborút lezáró pireneusi békeszerződésben.